# ウィリアム・エザード
ウィリアム・エザード（William Ezzard, 1799年6月12日 - 1887年3月24日）は、アメリカ合衆国の政治家。南北戦争の前後にジョージア州アトランタの市長を計4期務めた。

## 生涯
エザードは1799年にサウスカロライナ州アベビルで誕生した。エザードはジョージア州へ移り住み、エルバート郡を代表して州下院議員を務めた。エザードはまた、同郡から2期連続で州上院議員にも選出された。エザードはコウェタ巡回裁判区で常勤判事も務めた。エザードは1822年にディカーブ郡ディケーターに移住した。エザードはディカーブ郡に入植した初期の開拓者の1人であった。エザードはディカーブ郡の代表として、再び州下院議員に選出された。
1826年、エザードはディカーブ郡アカデミーを創設した。1827年、エザードはリューベン・コーン他9名とともに同アカデミーの理事に就任した。また1827年、エザードはディカーブ郡の代表として州上院議員に選任された。
エザードは1832年12月から1835年12月まで、チェロキー巡回裁判区の検察官を務めた。またエザードは州市民軍に加わり、第11師団第1旅団で准将を務めた。エザードは1840年に州市民軍を離れた。エザードは1840年11月から1844年11月までコウェタ巡回裁判区で判事を務めた。エザードは判事として、開拓者ハーディ・アイヴィが所有する不動産に関与し、土地を51区画に分割した。
エザードは1850年にアトランタへ移った。エザードは判事ジョン・コリアーとともに法律事務所を開業し、加えて衣料雑貨および薬を販売する小売店スミス・アンド・エザードを経営した。エザードは1852年に知人ジョン・ミムズ、クラーク・ハウエル、ジョナサン・ノークロス、リチャード・ピーターズ、ウィリアム・バット、レミュエル・グラント、ジョセフ・ウィンシップ、ネダム・アンギアー、ジョセフ・トンプソン、その他の投資家らとともにアトランタ銀行を共同創設した。
エザードは1856年から1858年にかけて、アトランタ市長を2期連続で務めた。エザードは1858年に3選目を失敗したが、1860年に市長に返り咲いた。エザードが市長在任中にサウスカロライナ州チャールストンを訪問した際、アトランタが交通の要所として栄えていたことから「門の都市」(Gate City) の市長と紹介を受けた。
1861年、エザードは市長4選目を目指したが、ジャレド・ウィタカーに敗れた。この当時、ジョージア州はアメリカ合衆国を離れて南部連合に参加した。エザードはアトランタの代表人として南部連合の議会に派遣された。エザードはアトランタについて堅牢な都市であるとアピールし、南部連合の首都をアトランタに誘致する取り組みを実施した。しかしながら首都誘致は失敗した。エザードは南北戦争中の1863年から1865年まで、アトランタの代表としてジョージア州下院議員を務めた。エザードは州下院において、州兵への給料を月25ドルに引き上げる法案を提出した。この法律は州議会を通過した。
南北戦争後、エザードは弁護士ウィリアム・ハルジーとともに法律事務所を経営した。エザードは1870年に再びアトランタ市長を目指し、民主党から立候補した。エザードは急進党ウィリアム・マーカムを破り、4選を果たした。1878年、エザードはフルトン郡担当の徴税官に選任された。
エザードはアトランタ中心部のフォーサイス通り沿いに住居を構えた。エザードは1871年4月に、アトランタ開拓歴史協会創設に関与し、上級開拓者として参加した。エザードは票決で初代会長となり、副会長にはジョナサン・ノークロスが選出された。
エザードは1887年に死去し、オークランド墓地に埋葬された。

## 家族
エザードは1830年1月7日にアトランタ出身のサラ・ソフィア・レイン (Sarah Sophia Lane, 1811-1878) と結婚した。エザードはサラとの間に子供を4人もうけた。
1. コーネリア・エザード (Cornelia Ezzard, 1832-1889)
2. ジョン・F・エザード (John F. Ezzard, 1833-1866)
3. ウィリアム・レイン・エザード (William Lane Ezzard, 1835-1903)
4. メアリー・エラ・エザード (Mary Ella Ezzard, 1846-1870)